# Love?
Pour les articles homonymes, voir Love.
Albums de Jennifer Lopez
Brave
(2007) Dance Again... the Hits
(2014)
Singles
1. On the Floor
Sortie : 8 février 2011
2. I'm Into You
Sortie : 2 mai 2011
3. Papi
Sortie : 18 août 2011

Love? est le septième album studio de la chanteuse américaine Jennifer Lopez, succédant à Brave sorti en 2007. Sa sortie était initialement prévue pour l'été 2010, mais après sa séparation avec Epic Records en février 2010, l'album est finalement sorti le 29 avril 2011 et est commercialisé chez Island Records. L'album est disponible en édition collector avec quatre chansons additionnelles et un poster recto/verso. L'album se vend à 318 000 exemplaires aux États-Unis et à 1 420 000 exemplaires dans le monde.

## Liste des titres
1. On the Floor (feat. Pitbull) - 4 min 27 s
2. Good Hit - 4 min 05 s
3. I'm Into You (feat. Lil Wayne) - 3 min 20 s
4. (What Is) Love? - 4 min 27 s
5. Run The World - 3 min 56 s
6. Papi - 3 min 43 s
7. Until It Beats No More - 3 min 52 s
8. One Love - 3 min 54 s
9. Invading My Mind - 3 min 21 s
10. Villain - 4 min 04 s
11. Starting Over - 4 min 02 s
12. Hypnotico (Bonus) - 3 min 36 s

Bonus : Deluxe Edition:
1. Everybody's Girl - 3 min 28 s
2. Charge Me Up - 3 min 58 s
3. Take Care - 2 min 57 s
4. On The Floor (Ven a Bailar) (feat. Pitbull) - 4 min 27 s

## Classement des ventes
| Pays                           | Meilleure position |
| ------------------------------ | ------------------ |
| Australie                      | 9                  |
| Autriche                       | 7                  |
| Belgique                       | 18                 |
| Canada                         | 2                  |
| Croatie                        | 2                  |
| France                         | 7                  |
| Finlande                       | 5                  |
| Allemagne                      | 4                  |
| Pays-Bas Albums internationaux | 18                 |
| Grèce                          | 3                  |
| Hongrie                        | 13                 |
| Irlande                        | 7                  |
| Italie                         | 6                  |
| Japon                          | 5                  |
| Mexique                        | 5                  |
| Norvège                        | 6                  |
| Nouvelle-Zélande               | 12                 |
| Pologne                        | 13                 |
| Portugal                       | 13                 |
| Espagne                        | 3                  |
| Suisse                         | 1                  |
| Suède                          | 14                 |
| Russie                         | 4                  |
| Royaume-Uni                    | 6                  |
| États-Unis                     | 5                  |